# 苏丹马慕大桥
苏丹马慕大桥是马来西亚登嘉楼瓜拉登嘉楼的一座桥，横跨登嘉楼河。1988年它由登嘉楼苏丹马慕主持建设，1990年3月11日通车。1999年，当时的马来西亚伊斯兰党州政府根据选举承诺取消了大桥的收费。